# Batalla de Caldiero (1796)
En la Batalla de Caldiero el 12 de noviembre de 1796, el ejército austriaco liderado por József Alvinczi se enfrentó contra un ejército de la Primera República francesa comandada por Napoleón Bonaparte. Los franceses asaltaron las posiciones austriacas, defendida inicialmente por la avanzadilla del ejército al mando del príncipe Federico Francisco Javier de Hohenzollern-Hechingen. Los defensores se mantuvieron firmes hasta que llegaron refuerzos por la tarde para hacer retroceder a los franceses. Esto supuso un revés táctico poco habitual para Bonaparte, cuyas fuerzas se retiraron a Verona esa misma tarde tras haber sufrido mayores pérdidas que sus adversarios. La acción tuvo lugar durante la Guerra de la Primera Coalición, que formaba parte de las Guerras revolucionarias francesas. Caldiero es una ciudad situada a unos 15 km al este de Verona.
La batalla fue parte del tercer intento austríaco por aliviar el Asedio de Mantua. Dos fuerzas austríacas convergieron hacia Mantua: el ejército principal desde el este y un cuerpo independiente desde el norte. Ambas fuerzas obtuvieron éxitos iniciales, obligando a retroceder a las fuerzas francesas, que estaban en inferioridad numérica. Cuando el ejército principal llegó a una posición que amenazaba Verona, Bonaparte ordenó a las divisiones de André Masséna y Pierre Augereau atacar. La tenaz resistencia austríaca y el mal tiempo contribuyeron a la derrota francesa. Poco después, Bonaparte emprendió una nueva estrategia que concluyó con una derrota austríaca en la Batalla de Arcole pocos días después.

## Trasfondo
El 2 de noviembre de 1976, Feldzeugmeister József Alvinczi lanzo un tercer intento para levantar el asedio de Mantua cruzando él Río Piavecon un ejército de 28.000 hombres y avanzando hacia el oeste. Al mismo tiempo, una segunda columna austríaca bajo el mando del Feldmarschall-Leutnant Paul Davidovich se movió hacia el sur contra Trento con 18.000 hombres. Alvinczi esperaba abrirse paso para aliviar al Feldmarschall Dagobert Dagobert Sigmund von Wurmser, quien estaba atrapado en Mantua con una guarnición de 23,708 hombres. De estos, solo 12,420 estaban en condiciones de luchar.
Para enfrentar ambas amenazas, Bonaparte desplegó una división de 10.500 hombres liderada por el General de división Claude-Henri Belgrand de Vaubois contra Davidovich en el norte y la división de 9,500 hombres del General de División André Masséna en Bassano del Grappa, sobre el Río Brenta. En la reserva se encontraba la división de 8,300 hombres del General de División Pierre Augereau en Verona y 4,300 hombres en otras unidades. El General de División Charles Edward Jennings, con 8,800 hombres, mantenía el bloqueo de la guarnición de Wurmser en Mantua.
El 6 de noviembre, Bonaparte, con 19.500 hombres, incluyendo, Massena, Augereau, y una brigada de reserva, atacaron a Alvinzi en Bassano y Fontaniva. En la reñida Segunda Batalla de Bassano, Alvinczi y sus dos comandantes de división, Feldmarschall-Leutnants Peter Vitus von Quosdanovich y Giovanni Marchese di Provera repelieron a sus adversarios, que les superaban en número, Las pérdidas francesas fueron de 3.000 muertos, heridos y capturados, mientras que el ejército de Alvinczi sufrió unas 2.800 bajas.
Davidovich derrotó a Vaubois en la Batalla de Calliano el 7 de noviembre, infligiendo 4.400 bajas a los franceses por una pérdida austriaca de 3.500. Bonaparte se centró en la amenaza del norte mientras retiraba su fuerza oriental a Verona. Davidovich permaneció inactivo porque tenía la impresión errónea de que la división de Masséna había reforzado a Vaubois.

## La Batalla
El 11 de noviembre, los soldados vanguardia de Alvinczi llegaron a Caldiero, al este de Verona. Creyendo que Verona estaba siendo evacuada, el Generalmajor Federico Francisco Javier de Hohenzollern-Hechingen avanzó. Pero Bonaparte envió a las divisiones de Masséna y Augereau al otro lado del Río Adigio para enfrentarse a los austriacos. Hohenzollern perdió 400 hombres y se retiró a una cresta al norte de Caldiero. Bonaparte decidió atacar a los austriacos al día siguiente.
Bonaparte envió un total de 13.000 hombres para atacar la posición de Hohenzollern. Masséna se dirigió contra la derecha austriaca y Augereau atacó la izquierda austriaca, Los austriacos, que se habían fortificado en varios pueblos, resistieron firmemente los asaltos franceses. Una violenta tormenta de lluvia y granizo sopló en la cara de las tropas francesas, dificultándoles el cebado de sus mosquetes. Al mediodía, Masséna comenzó a avanzar por la derecha austriaca. Por la tarde, las brigadas del Generalmajore Anton Schübirz von Chobinin llegaron al campo. Pronto los austriacos hicieron retroceder a Masséna. Provera también apareció e hizo retroceder a Augereau. La llegada de la noche permitió a los franceses retroceder con seguridad hasta Verona.

## Resultado
Los franceses sufrieron 1.000 muertos y heridos, además de 800 hombres y dos piezas de artillería capturadas. Los austriacos perdieron 950 muertos y heridos, y 350 capturados. Tras fracasar en su intento de desalojar a los austriacos, Bonaparte contempló la posibilidad de retirarse tras el Río Adda y abandonar el bloqueo de Mantua. Pero cuando los austriacos se demoraron en lugar de aprovechar sus oportunidades, el comandante francés decidió atacar de nuevo a su oponente. Despojando a Vaubois y Kilmaine de todos los hombres disponibles, Bonaparte cayó sobre Alvinczi en la Batalla de Arcole del 15 al 17 de noviembre y derrotó a los austriacos.